# Розділення ізотопів
Розді́лення ізото́пів — технологічний процес змінювання ізотопного складу речовини, що складається зі суміші різних ізотопів одного хімічного елемента. З однієї суміші ізотопів або хімічних сполук на виході процесу отримують дві суміші: одна з підвищеним умістом необхідного ізотопу (збагачена суміш), інша — зі зниженим (збіднена суміш).
Основне застосування процесу розділення ізотопів — збагачення урану ізотопом 235U для виробництва ядерного палива, збройових ядерних матеріалів та інших застосувань, пов'язаних з використанням радіоактивних речовин.
Промислову роботу з розділення ізотопів вимірюють в одиницях роботи розділення (ОРР). Для певної зміни ізотопного складу певної початкової суміші потрібна однакова кількість ОРР, незалежно від технології розділення ізотопів.

## Загальні принципи
Розділення ізотопів (наприклад отримання 6Li, 235U, D) завжди пов'язане зі значними труднощами й енергетичними витратами, бо ізотопи, що є мало відмінними за масою варіаціями одного елемента, хімічно поводяться практично однаково. Але швидкість перебігу деяких реакцій трохи відрізняється в залежності від маси ізотопу елемента, крім того, можна використати відмінність їхніх фізичних властивостей — наприклад маси.
Оскільки відмінності властивостей ізотопів настільки малі, за одну стадію розділення речовина збагачується цільовим ізотопом на соті частки відсотка, і тому доводиться повторювати процес розділення багаторазово.
Технологічно це здійснюється послідовним пропуском розділюваного обсягу ізотопів через однотипні комірки, які виконують розділення — так звані каскади. Для отримання необхідного ступеня розділення може бути послідовно з'єднано кілька тисяч каскадів, а для отримання необхідного обсягу — десятки і сотні тисяч таких послідовних груп каскадів з'єднують паралельно.
На продуктивність подібної каскадної системи впливають дві причини: необхідний ступінь збагачення на кожному зі ступенів і втрати цільового ізотопу у відвальному потоці.
Пояснимо другий фактор. На кожній зі стадій збагачення потік розділяється на дві частини — збагачену і збіднену потрібним ізотопом. Оскільки ступінь збагачення надзвичайно низький, сумарна маса ізотопу у відпрацьованій сировині може перевищити його масу в збагаченому продукті. Для виключення такої втрати сировини збіднений потік кожного наступного ступеня потрапляє знову на вхід попереднього.
Початковий матеріал не надходить на першу стадію каскаду. Його вводять у систему відразу на деякий, n-й ступінь. Завдяки цьому з першого ступеня утилізується дуже збіднений основним ізотопом матеріал.

## Основні використовувані методи розділення ізотопів
- Електромагнітне розділення
- Газова дифузія
- Газова або рідинна термодифузія
- Газове центрифугування
- Аеродинамічна сепарація
- Лазерне розділення ізотопів
- Хімічне збагачення
- Дистиляція
- Електроліз
- Фотохімічне розділення

У будь-якому випадку, кількість виробленого збагаченого матеріалу залежить від бажаного ступеня збагачення і збіднення вихідних потоків. Якщо вихідна речовина є у значній кількості і дешева, то продуктивність каскаду можна збільшити за рахунок відкидання разом з відходами і великої кількості невидобутого корисного ізотопу (приклад — виробництво дейтерію зі звичайної води). За необхідності досягається значний ступінь видобутку ізотопу з матеріалу-сирцю (наприклад, при збагаченні урану).

### Електромагнітне розділення
Метод електромагнітного розділення заснований на рівності силі взаємодії зовнішнього магнітного поля і однаково електрично заряджених частинок. За однакової сили дії на частинки різної маси рух частинок відрізнятиметься. Наприклад, траєкторія однаково заряджених іонів з однаковою кінетичною енергією, що рухаються в магнітному полі, буде залежати від їхньої маси. Розмістивши пастки у відповідних місцях установки, можна збирати пучки йонів розділюваних ізотопів. По суті, такі установки, звані калютронами (calutron), є великими мас-спектрометрами. У них іони розділюваних речовин, рухаючись у сильному магнітному полі, описують дуги кіл з радіусами, пропорційними їхнім масам і потрапляють у пастки (приймачі), де й накопичуються.
Цей метод дозволяє розділяти будь-які суміші ізотопів з близькими масами, має дуже високий ступінь розділення. Зазвичай навіть дворазового повторення процесу розділення достатньо для отримання ступеня збагачення більше 80 % з бідної на цільовий ізотоп речовини (з початковим вмістом цільового ізотопу менше 1 %). Однак, електромагнітне розділення нетехнологічне в промисловому виробництві: значна частина розділюваної за ізотопами речовини осідає на стінках вакуумної порожнини калютрона, тому доводиться періодично зупиняти його на обслуговування. Інші недоліки: значне енергоспоживання, складність і дорожнеча технічного обслуговування, низька продуктивність. Основний напрямок застосування методу — отримання невеликих кількостей високочистих за ізотопним складом зразків для наукових досліджень. Проте, попри технологічні труднощі, під час Другої світової війни побудовано установку Y-12, яка досягла в січні 1945 року добової продуктивності 204 г урану з концентрацією в ньому U-235 80 %.
Ефективність методу. Завод, що виробляє 50 кг високозбагаченого урану-235 на рік методом електромагнітного розділення, за оцінками, споживатиме близько 50 МВт електроенергії.

### Газова дифузія

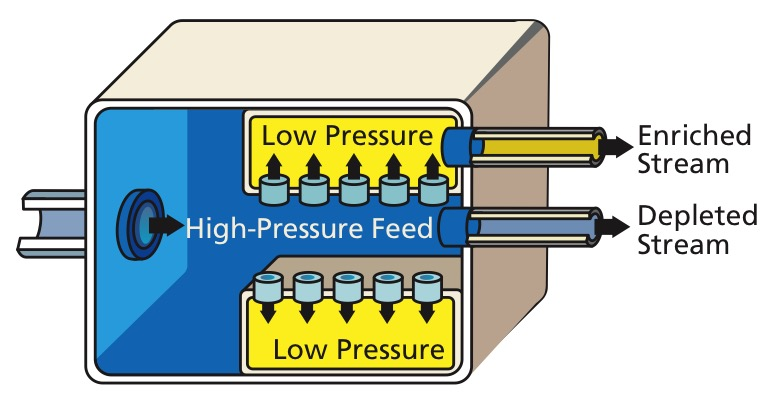
Метод газової дифузії для відділення збагаченого урану використовує напівпроникні мембрани

Цей метод використовує відмінність швидкостей руху молекул газу різної маси. Метод придатний тільки для речовин, що перебувають у газоподібному стані.
Сутність методу ґрунтується на відмінності коефіцієнта дифузії крізь пористі тіла для молекул з різною масою: через відмінності середніх швидкостей, легші молекули дифундують легше. Практично використовують пористі тіла з діаметром пористих каналів значно меншим від довжини вільного пробігу молекул — так звану кнудсенівську дифузію.
Ступінь розділення при дифузійному методі пропорційний кореню квадратному з відношення атомних мас молекул з різними ізотопами, тому ефективність розділення падає зі збільшенням атомної маси ізотопів.
Також певною технологічною складністю цього методу є виготовлення пористих мембран для розділення з типовими діаметрами пор десятки — сотні нанометрів з малим розкидом за ефективним діаметром. Мембрани не повинні допускати витоків через макроскопічні нещільності, витримувати великий перепад тисків і мати стійкість до фторвмісних агресивних речовин за використання їх для розділення ізотопів урану.
Існує кілька методів отримання пористих мембран, наприклад:
- Спікання металічних або полімерних порошків за таких умов, щоб між крупинками порошку залишалися нормовані зазори.
- Витравлювання одного металу зі сплаву двох металів що, за певних умов травлення, забезпечує пористу структуру.
- Електролітичне оксидування алюмінію утворює плівку оксиду алюмінію з дрібнопористою структурою.

Мембрани зазвичай виготовляли у вигляді трубок довжиною до декількох метрів. З декількох сотень трубок складають один каскад розділення.
Для деяких легких елементів ступінь розділення може бути досить великим, але для урану — тільки 1,00429 (вихідний потік кожного ступеня збагачується в 1,00429 раза). Для отримання великих ступенів збагачення іноді з'єднують послідовно кілька тисяч однотипних каскадів розділення. Враховуючи, що один типовий промисловий каскад займає площу до 100 м² і більше, то розміри газодифузійних збагачувальних підприємств величезні.
Відносно великі втрати тиску газу на мембранах і розміри установок зумовлюють величезні енерговитрати на привід компресорів. Крім того, на заводі розміщують величезні кількості технологічного гексафториду урану та процес розділення тривалий, іноді від пуску заводу до отримання першого продукту проходило кілька тижнів, протягом яких гексафторид послідовно заповнював порожнини всіх каскадів. Ця обставина спричиняє дуже серйозні вимоги до надійності обладнання, адже відмова навіть одного каскаду може зупинити весь ланцюжок каскадів. Щоб мінімізувати збитки від технологічних зупинок каскади забезпечують автоматикою контролю працездатності та резервування каскаду, що відмовив.

### Термодифузія
У цьому випадку знову ж таки, використовується відмінність швидкостей руху молекул. Легші з них, за наявності різниці температур, мають властивість опинятися в нагрітішій ділянці. Коефіцієнт розділення залежить від відношення різниці мас ізотопів до загальної маси і більший для легких елементів. Попри простоту, в цьому методі для створення і підтримки нагріву потрібні великі енерговитрати. На зорі ядерної ери існували промислові установки на базі термодифузії. Нині самостійно широко не застосовується, проте ідея термодифузії використовується для збільшення ефективності газових центрифуг.

### Газове центрифугування

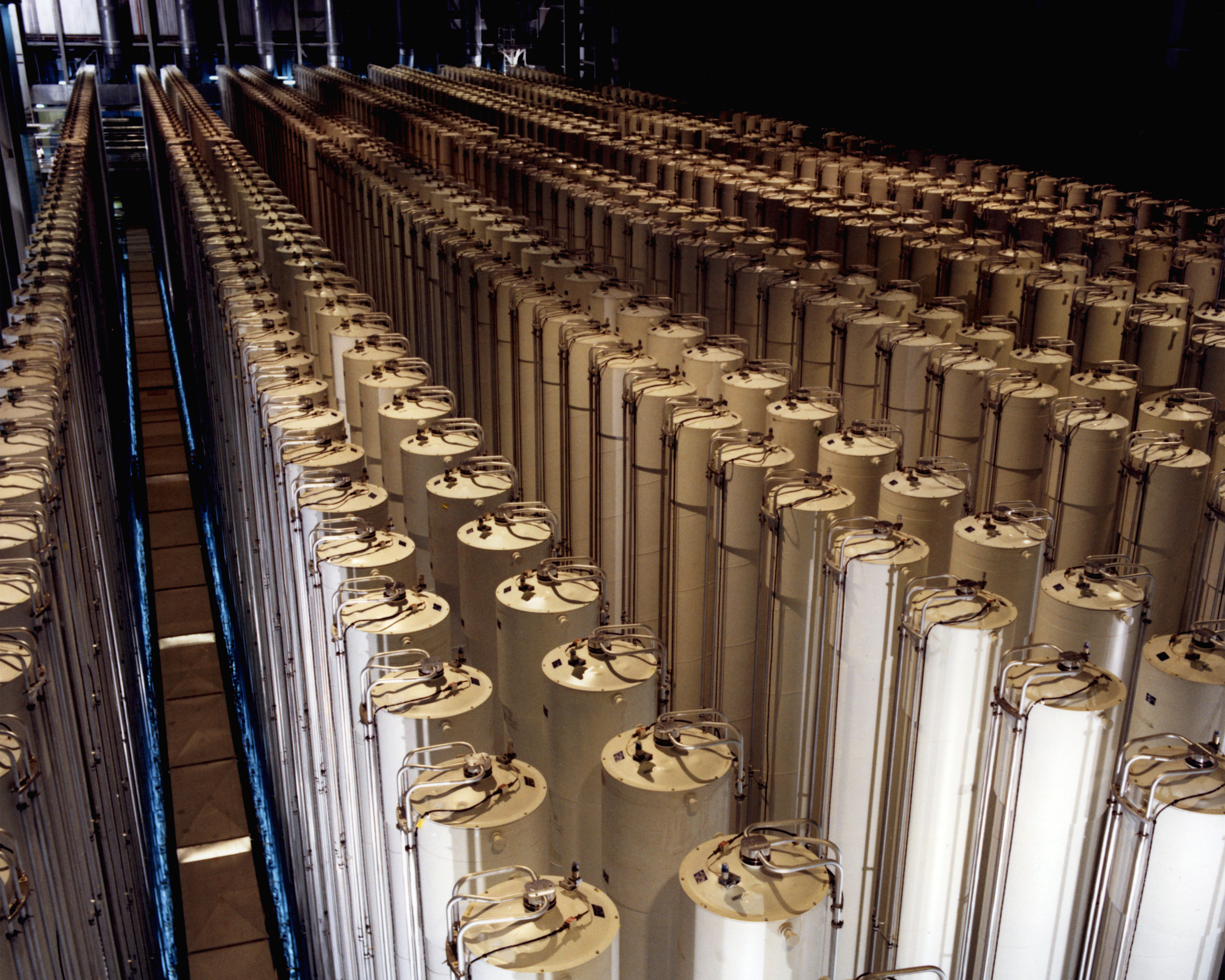
Каскад газових центрифуг на заводі зі збагачення урану в США.

Ідею центрифугової сепарації почали активно розробляти під час Другої світової війни. Однак труднощі оптимізації технології затримали її розвиток, а в західних країнах навіть винесли вердикт про економічну безперспективність методу. В СРСР промислове впровадження центрифугової технології почалося також тільки після промислового освоєння газової дифузії.
Якщо газоподібну суміш ізотопів пропускати через високошвидкісні газові центрифуги, то відцентрова сила розділить легкі й важкі частинки на шари, де їх і можна буде зібрати. Значною перевагою центрифугування є залежність коефіцієнта розділення від абсолютної різниці мас, а не від їх відношення. Центрифуга однаково добре працює і з легкими, і з важкими елементами. Ступінь розділення пропорційний квадрату відношення швидкості обертання до швидкості молекул у газі. Тому дуже бажано розкрутити центрифугу до якомога більшої швидкості. Типові лінійні швидкості обертових роторів — 250–350 м/с, і більше 600 м/с в удосконалених центрифугах. Різниця тисків біля осі центрифуги і біля зовнішньої стінки може досягати десятків тисяч разів, тому, для уникнення конденсації гексафториду, центрифугові каскади працюють за невисоких тисків. Для поліпшення сепарації термодифузією в центрифугах створюють градієнт температури уздовж осі величиною кілька десятків градусів.
Типовий коефіцієнт сепарації — 1,01-1,1. Порівняно з газодифузійними установками цей метод вимагає менше енергії і постіший щодо нарощування потужності. Наприклад, нині газове центрифугування — основний промисловий метод розділення ізотопів у Росії.

### Аеродинамічна сепарація

Схема вузла («сопло Беккера») для аеродинамічного розділення ізотопів урану (суміш водню і гексафториду урану) за зниженого тиску.

Цей спосіб можна розглядати як варіант центрифугування, але замість закручування газу в центрифузі, він завихряється при виході зі спеціальної форсунки, куди подається під тиском. Ця технологія, заснована на вихровому ефекті, використовувалася в ПАР і Німеччині.
Проблеми технології полягали в тому що радіус форсунки близько 100 мкм, при цьому сумарна довжина форсунки на кожному промисловому каскаді розділення обчислювалася сотнями і тисячами метрів. Така довжина набиралася шматками по кілька десятків-сотень сантиметрів. Крім труднощів виготовлення форсунок існувала проблема газу-розріджувача, наприклад гелію. Розріджувач дозволяв утримувати гексафторид урану в газоподібній фазі за великих тисків на вході в форсунки, необхідних для створення високошвидкісного потоку в ній. На виході виробництва розріджувач і гексафторид необхідно було розділяти. Великі тиски спричиняли значні енерговитрати.

### Лазерне розділення ізотопів (ЛРІ)
Лазерне розділення не є самостійним методом, але використовується для поліпшення характеристик електромагнітного або хімічного методів. Метод заснований на вибірковій іонізації одного з ізотопів електромагнітним випромінюванням (наприклад, світлом лазера). Вибірковість іонізації ґрунтується на резонансному (вузькосмуговому) поглинанні світла атомами, різні ізотопи мають різний спектр поглинання випромінювання. Це означає що можна підібрати такі параметри опромінення за яких переважно йонізуються атоми заданого ізотопу. Далі йонізовані атоми можна відокремити, наприклад, у магнітному полі (AVLIS). Крім того, йонізація атомів може змінювати швидкість хімічних реакцій, наприклад, полегшуючи розпад деяких хімічних сполук (MLIS).
Лазерну технологію розділення розвивають від 1970-х років багато країн, її вважають перспективною, проте вона все ще не вийшла за рамки дослідницьких робіт. У 1990-х роках у США існувала програма дослідження лазерного збагачення з електромагнітною сепарацією на експериментальній установці, проте її закрито. Нині в США здійснюється програма дослідження на демонстраційній установці одного з варіантів лазерного збагачення з хімічною сепарацією під назвою SILEX. Технологію розробила 1992 року австралійська компанія Silex. Від 2006 року роботи за технологією Silex веде компанія Global Laser Enrichment LLC. На 2019 рік компанія продовжує експериментальні роботи.

### Хімічне збагачення
Хімічне збагачення використовує різницю швидкості перебігу хімічних реакцій з різними ізотопами. Найкраще воно працює під час розділення легких елементів, де різниця значна. У промисловому виробництві застосовують реакції, що йдуть із двома реактивами, які перебувають у різних фазах (газ/рідина, рідина/тверда речовина, незмішувані рідини). Це дозволяє легко розділяти збагачений і збіднений потоки. Використовуючи додатково різницю температур між фазами, досягають зростання коефіцієнта розділення. Нині хімічне розділення — найбільш енергозберігальна технологія отримання важкої води. Крім виробництва дейтерію, його застосовують для добування 6Li. У Франції та Японії розроблялися методи хімічного збагачення урану, які так і не дійшли до промислового освоєння.

### Дистиляція
Дистиляція (перегонка) використовує відмінність температур кипіння різних за масою ізотопів. Зазвичай, що менша маса атома, то нижча температура кипіння цього ізотопу. Найкраще це працює знову ж таки, на легких елементах. Дистиляція успішно застосовується як завершальна стадія у виробництві важкої води.

### Електроліз
Єдина сфера застосування електролізу — виробництво важкої води. Під час електролізу води поділяються на гази перевжно «легкі» молекули (зі звичайним воднем). Цей найефективніший метод отримання дейтерію (коефіцієнт розділення більше 7) вимагає такої кількості енергії, що з економічних міркувань, якщо його й залучають, то на пізніх стадіях очищення.

### Зустрічний електрофорез
Оскільки йони різної маси рухаються в розчині з різною швидкістю (дія закону збереження імпульсу) в одному і тому ж електричному полі, при напрямку електрофорезу проти струму рідини легко підібрати співвідношення швидкостей гель-фільтрації і електрофорезу за якого на катоді буде відновлюватися тільки уран-235 для уранового сепаратора або літій-6 для літієвого[джерело?].

### Розділення на прискорювачі
Якщо розганяти ядра атомів з однаковим зусиллям, то легкі ядра набувають більшої швидкості ніж важкі. Сепарацію за швидкістю можна виконати, наприклад, на двох послідовно встановлених синхронно обертових дисках. У першому диску прорізано щілину, що робить потік ядер переривчастим. На другому диску осідатимуть атоми, що пролетіли крізь щілину. При цьому зони осідання залежатимуть від швидкості ядер. Прискорення ядер з постійним зусиллям виконується на прискорювачі заряджених частинок.

## Світові потужності з розділення ізотопів
Потужності заводів із розділення ізотопів урану в тисячах ОРР згідно з WNA Market Report.
| Країна                                     | Компанія, завод                         | 2012  | 2013  | 2015  | 2018  | 2020   |
| ------------------------------------------ | --------------------------------------- | ----- | ----- | ----- | ----- | ------ |
| Росія                                      | Росатом                                 | 25000 | 26000 | 26578 | 28215 | 28663  |
| Німеччина, Голландія, Англія               | URENCO                                  | 12800 | 14200 | 14400 | 18600 | 14900  |
| Франція                                    | Orano                                   | 2500  | 5500  | 7000  | 7500  | 7500   |
| Китай                                      | Китайська національна ядерна корпорація | 1500  | 2200  | 4220  | 6750  | 10700+ |
| США                                        | URENCO                                  | 2000  | 3500  | 4700  | ?     | 4700   |
| Пакистан, Бразилія, Іран, Індія, Аргентина |                                         | 100   | 75    | 100   | ?     | 170    |
| Японія                                     | JNFL                                    | 150   | 75    | 75    | ?     | 75     |
| США                                        | USEC: Paducah & Piketon                 | 5000  | 0     | 0     | 0     | 0      |
| п о р                                      | Разом                                   | 49000 | 51550 | 57073 | 61111 | 66700  |